# ライアン・ボウエン
ライアン・ボウエン  (Ryan Cleo Bowen 1975年11月20日 - )は、アメリカ合衆国 アイオワ州フォートマディソン出身の元バスケットボール選手 。現指導者。NBAのデンバー・ナゲッツなどで活躍し、現在は同チームのアシスタントコーチを務めている。

## 経歴
アイオワ大学で4年間プレーし、最終学年は平均14, 4得点   8,7リバウンド  2.3アシストの好成績を残し、1998年のNBAドラフトではデンバー・ナゲッツから55位で指名されたが、1998-99シーズンはNBAではプレーせず、トルコでプレー。1999-2000シーズンに正式にナゲッツに入団。レイフ・ラフレンツ、マーカス・キャンビー、ネネイ、カーメロ・アンソニーらの控えとして2004年まで活躍した。
2004-05シーズンからはヒューストン・ロケッツでプレーするも、2007年1月に解雇。残りシーズンはヨーロッパ各国でプレーした。
2007年から2シーズンはニューオーリンズ・ホーネッツでプレー。2007-08シーズンはベンチプレーヤーとしてホーネッツの快進撃を支えた。
2009年オフ、オクラホマシティ・サンダーと契約するも、1試合に起用されただけで11月26日に解雇。その後契約するチームもなくなり、引退した。

## コーチ歴
2011年12月、古巣のデンバー・ナゲッツのアシスタントコーチに就任。ジョージ・カールの下でコーチ業を積み、2013-14シーズンからはマイケル・マローンの下でサクラメント・キングスのアシスタントコーチを2シーズン務め、2015年からは再びマローンの下でナゲッツのアシスタントコーチを務めている。